# Misano Olona
Misano Olona è una frazione del comune italiano di Bornasco.

Originariamente nota come Misano, assunse il suffisso Olona nel 1863, per evitare confusioni con altre località omonime.
Costituì un comune autonomo fino al 1872.

## Società

### Evoluzione demografica
Abitanti censiti:
- 209 nel 1805
- 300 nel 1859
- 335 nel 1861
- 338 nel 1871
- 58 nel 2001